# Mark Carter
Mark Peter Carter (Auckland, 7 novembre 1968) è un ex rugbista a 15 e a 13 neozelandese, internazionale per gli All Blacks alla Coppa del Mondo di rugby 1991 nel ruolo di terza linea ala.

## Biografia
Terza linea ala per Auckland, ebbe la sua occasione di mettersi in luce a livello internazionale come rimpiazzo di Michael Jones nelle occasioni in cui quest'ultimo, cristiano osservante, non scendeva in campo in caso di incontri domenicali, quando John Hart, già allenatore di Auckland e successivamente passato alla guida degli All Blacks, decise di inserirlo nella rosa dei convocati alla Coppa del Mondo di rugby 1991 in Inghilterra dopo averlo fatto esordire in un incontro interno della Bledisloe Cup contro l'Australia.
Quelli del 1991 furono gli unici incontri in Nazionale per quasi sei anni; Carter tornò a rappresentare la Nuova Zelanda nel 1997, quando era divenuto professionista nella franchise degli Auckland Blues, e si era già aggiudicato un titolo del Super 12; il suo settimo e ultimo incontro fu nel 1998, nel Tri Nations di quell'anno, in un incontro di nuovo valido per la Bledisloe Cup.
Nel 1996 ebbe un breve passaggio nel rugby a 13 nella formazione degli Auckland Warriors, durato meno di una stagione.
Particolarmente utilizzato in campo, oltre che da Hart, anche da Graham Henry, futuro C.T. della Nazionale ma all'epoca allenatore di Auckland, Carter fu tuttavia spesso criticato a dispetto dell'apprezzamento ricevuto da due allenatori di vaglia quali i summenzionati e ritenuto non idoneo a vestire la maglia degli All Blacks, a detta dei suoi detrattori guadagnata principalmente per fare parte del gruppo di Auckland preferito dall'allora C.T. John Hart.
Nel 2000 concluse la sua carriera agonistica.

## Palmarès
- Super 12: 1
Auckland Blues: 1997